# Mercado de futuros
Uma bolsa de futuros ou mercado de futuros é uma bolsa financeira central onde as pessoas podem negociar contratos futuros padronizados definidos pela bolsa. Os contratos de futuros são contratos de derivativos para comprar ou vender quantidades específicas de uma mercadoria ou instrumento financeiro a um preço especificado com entrega definida em um momento específico no futuro. As bolsas de futuros fornecem locais de negociação físicos ou eletrônicos, detalhes de contratos padronizados, dados de mercado e preços, câmaras de compensação, autorregulamentação da bolsa, mecanismos de margem, procedimentos de liquidação, prazos de entrega, procedimentos de entrega e outros serviços para promover a negociação de contratos futuros. As bolsas de futuros podem ser integradas sob a mesma marca ou organização com outros tipos de bolsas, como mercados de ações, mercados de opções e mercados de títulos. As bolsas de futuros pertencentes a membros sem fins lucrativos beneficiam seus membros, que ganham comissões e receitas atuando como corretores ou formadores de mercado. As bolsas de futuros com fins lucrativos obtêm a maior parte de sua receita com taxas de negociação e compensação.

## Papel na padronização de contratos futuros
As bolsas de futuros estabelecem contratos padronizados para negociação em seus locais de negociação e geralmente especificam o seguinte: ativos a serem entregues no contrato, condições de entrega, meses de entrega, fórmula de precificação para liquidação diária e final, tamanho do contrato e posição e limites de preço. Para ativos a serem entregues, as bolsas de futuros geralmente especificam um ou mais graus de uma mercadoria aceitável para entrega e para quaisquer ajustes de preço aplicados à entrega. Os locais onde os ativos são entregues também são especificados pelas bolsas de futuros, que também podem especificar locais alternativos de entrega e quaisquer ajustes de preço disponíveis ao entregar em locais alternativos. Por exemplo, os contratos de suco de laranja concentrado congelado da ICE especificam locais de entrega como armazéns licenciados pela bolsa na Flórida, Nova Jersey ou Delaware, enquanto no caso de contratos de gado vivo da CME, a entrega é para pátios de gado e matadouros aprovados pela bolsa no Centro-Oeste. A bolsa de futuros também determina a quantidade de ativos entregues para cada contrato, o que determina o tamanho do contrato. Tamanhos de contrato muito grandes dissuadirão a negociação e cobertura de posições pequenas, enquanto tamanhos de contrato muito pequenos aumentarão os custos de transação, pois há custos associados a cada contrato. Em alguns casos, as bolsas de futuros criaram "mini" contratos para atrair traders menores.

## Mecanismos de compensação e margem
As bolsas de futuros fornecem acesso a câmaras de compensação que estão no meio de cada negociação. Suponha que o trader A compre US$145,000 em contratos futuros de ouro do trader B. O trader A realmente comprou um contrato futuro para comprar US$145,000 em ouro da clearing house em um momento futuro, e o trader B realmente tem um contrato para vender US$145,000 para a clearing casa ao mesmo tempo., diminuindo o risco de crédito.
Mesmo que as câmaras de compensação estejam expostas a todas as negociações na bolsa, elas têm mais ferramentas para gerenciar o risco de crédito. As câmaras de compensação podem emitir chamadas de margem para exigir que os traders depositem dinheiro da margem inicial quando abrirem uma posição e depositar dinheiro da margem de variação (ou margem de marcação a mercado) quando as posições existentes sofrerem perdas diárias. Uma margem em geral é uma garantia que o detentor de um instrumento financeiro deve depositar para cobrir parte ou todo o risco de crédito de sua contraparte, neste caso as câmaras de compensação da contraparte central. Os operadores de ambos os lados de uma negociação devem depositar a Margem Inicial, e esse valor é mantido pela câmara de compensação e não é remetido a outros operadores.
O sistema de margem garante que, em um determinado dia, se todas as partes em uma negociação fecharem suas posições após os pagamentos de margem de variação após a liquidação, ninguém precisará fazer nenhum pagamento adicional, pois o lado perdedor da posição já teria enviado o valor total, eles deve ao lado lucrativo da posição. A câmara não guarda margem de variação. Quando os comerciantes não podem pagar a margem de variação que devem ou estão inadimplentes, a câmara de compensação fecha suas posições e tenta cobrir suas obrigações restantes com outros comerciantes usando sua margem inicial postada e quaisquer reservas disponíveis para a câmara de compensação.
Os traders não interagem diretamente com a bolsa – eles interagem com membros da câmara de compensação, geralmente corretores de futuros, que repassam contratos e pagamentos de margem para a bolsa. Os membros da câmara de compensação são diretamente responsáveis pelos requisitos de margem inicial e margem de variação na bolsa, mesmo que seus clientes não cumpram suas obrigações, portanto, eles podem exigir mais margem inicial (mas não margem de variação) de seus clientes do que o exigido pela bolsa para se proteger.

## Natureza dos contratos
Os contratos negociados em bolsa são padronizados pelas bolsas onde são negociados. O contrato detalha qual ativo será comprado ou vendido e como, quando, onde e em que quantidade será entregue. Os termos também especificam a moeda na qual o contrato será negociado. Os contratos futuros de commodities padronizados também podem conter disposições para ajustar o preço contratado com base nos desvios da commodity "padrão", por exemplo, um contrato pode especificar a entrega de aveia número 1 do USDA mais pesada pelo valor nominal, mas permitir a entrega de aveia número 2 para um determinado penalidade do vendedor por alqueire.
Os especuladores sobre flutuações de preços futuros que não pretendem fazer ou receber a entrega final devem tomar cuidado para "zerar suas posições" antes do vencimento do contrato. Após o vencimento, cada contrato será liquidado, seja por entrega física ou por liquidação em dinheiro. Os contratos, em última análise, não são entre o comprador original e o vendedor original, mas entre os detentores no vencimento e na troca. Como um contrato pode passar por muitas mãos depois de ser criado por sua compra e venda inicial, ou mesmo ser liquidado, as partes liquidantes não sabem com quem negociaram.

## Reguladores
Cada troca é normalmente regulada por uma agência reguladora governamental (ou semi-governamental):
| País ou território | Agência                                                               |
| ------------------ | --------------------------------------------------------------------- |
| Austrália          | Comissão Australiana de Valores Mobiliários e Investimentos           |
| China continental  | Comissão Reguladora de Valores Mobiliários da China                   |
| Hong Kong          | Comissão de Valores Mobiliários e Futuros                             |
| Índia              | Conselho de Valores Mobiliários e Câmbio da Índia                     |
| Coreia do Sul      | Serviço de Supervisão Financeira                                      |
| Japão              | Agência de serviços financeiros                                       |
| Paquistão          | Comissão de Valores Mobiliários do Paquistão                          |
| Cingapura          | Autoridade Monetária de Cingapura                                     |
| Reino Unido        | Autoridade de Conduta Financeira                                      |
| Estados Unidos     | Comissão de Negociação de Futuros de Commodities                      |
| Malásia            | Comissão de Valores Mobiliários da Malásia                            |
| Espanha            | Comissão Nacional do Mercado de Valores (CNMV)                        |
| Brasil             | Comissão de Valores Mobiliários (CVM)                                 |
| África do Sul      | Autoridade de Conduta do Setor Financeiro (África do Sul)             |
| Ilhas Maurício     | Comissão de Serviços Financeiros (FSC)                                |
| Indonésia          | Agência Reguladora de Negociação de Futuros de Commodities (BAPPEPTI) |

## História

### Tempos antigos
Na Antiga Mesopotâmia, por volta de 1750 AC, o sexto rei da Babilônia, Hammurabi, criou um dos primeiros códigos legais: o Código de Hammurabi.
O Código de Hammurabi permitia que as vendas de bens e ativos fossem entregues por um preço acordado em uma data futura; exigia que os contratos fossem por escrito e testemunhados; e cessão permitida de contratos. O código facilitou os primeiros derivativos, na forma de contratos a termo e futuros. Existia um mercado ativo de derivativos, com negociações realizadas nos templos.
Um dos primeiros registros escritos sobre negociação de futuros está na Política de Aristóteles. Ele conta a história de Tales, um pobre filósofo de Mileto que desenvolveu um "artifício financeiro, que envolve um princípio de aplicação universal". Thales usou sua habilidade de previsão e previu que a colheita da azeitona seria excepcionalmente boa no próximo outono. Confiante em sua previsão, ele fez acordos com proprietários de lagares locais para depositar seu dinheiro com eles para garantir-lhe o uso exclusivo de seus lagares quando a colheita estivesse pronta. Thales negociou preços baixos com sucesso porque a colheita estava no futuro e ninguém sabia se a colheita seria abundante ou ruim e porque os donos de lagares estavam dispostos a se proteger contra a possibilidade de um rendimento ruim. Quando chegou a época da colheita, e um forte aumento na demanda pelo uso dos lagares superou a oferta, ele vendeu seus contratos de uso futuro dos lagares a uma taxa de sua escolha e fez uma grande quantia de dinheiro.

### Era moderna
A primeira bolsa de futuros organizada moderna começou em 1710 na Dojima Rice Exchange em Osaka, Japão.
A London Metal Exchange foi fundada em 1877, mas o mercado remonta a 1571 e à abertura do Royal Exchange, em Londres. Antes da criação da bolsa, os negócios eram conduzidos por comerciantes em cafeterias de Londres. No início, apenas o cobre era comercializado. Chumbo e zinco logo foram adicionados, mas só ganharam status comercial oficial em 1920. A bolsa foi fechada durante a Segunda Guerra Mundial e não foi reaberta até 1952. A gama de metais comercializados foi estendida para incluir alumínio (1978), níquel (1979), estanho (1989), liga de alumínio (1992), aço (2008) e metais menores cobalto e molibdênio (2010). A bolsa deixou de negociar plásticos em 2011. O valor total do comércio é de cerca de US$ 11,6 trilhões anualmente.
Chicago tem a maior bolsa futura do mundo, o CME Group. Chicago está localizada na base dos Grandes Lagos, perto das fazendas e da região pecuária do Meio-oeste, tornando-se um centro natural para transporte, distribuição e comércio de produtos agrícolas. O excesso e a escassez desses produtos causaram flutuações caóticas no preço, o que levou ao desenvolvimento de um mercado que permitia aos comerciantes de grãos, processadores e empresas agrícolas negociar contratos isolá-los do risco de mudança adversa de preço e permitir que eles façam cobertura.
Em 1848, o Chicago Board of Trade foi formado. A negociação era originalmente em contratos a termo; o primeiro contrato (sobre milho) foi escrito em 13 de março de 1851. Em 1865, os contratos futuros padronizados foram introduzidos.
Após o fim do padrão-ouro internacional do pós-guerra, em 1972 a CME formou uma divisão chamada Mercado Monetário Internacional(IMM) para oferecer contratos futuros em moedas estrangeiras: libra esterlina, dólar canadense, marco alemão, iene japonês, peso mexicano e suíço franco .
A negociação de futuros costumava ser muito ativa na Índia do início ao final do século 19 na comunidade empresarial de Marwari. Várias famílias fizeram fortuna negociando futuros de ópio em Calcutá e Bombaim. Existem registros disponíveis de contratos futuros de ópio padronizados feitos nas décadas de 1870-1880 em Calcutá. O primeiro mercado de futuros organizado foi estabelecido em 1875 pela Bombay Cotton Trade Association para negociar contratos de algodão. Isso ocorreu logo após o estabelecimento do comércio de futuros de algodão no Reino Unido, já que Bombaim era um centro muito importante para o comércio de algodão no Império Britânico. O comércio futuro de juta bruta e produtos de juta começou em Calcutá com o estabelecimento da Calcutta Hessian Exchange Ltd., em 1919.

### Desenvolvimentos recentes
A década de 1970 viu o desenvolvimento dos contratos de futuros financeiros, que permitiam negociar o valor futuro das taxas de juros . Estes (em particular o contrato de eurodólar de 90 dias introduzido em 1981) tiveram um enorme impacto no desenvolvimento do mercado de swaps de taxa de juros.
Hoje, os mercados futuros superaram em muito suas origens agrícolas. Com a adição da New York Mercantile Exchange, a negociação e cobertura de produtos financeiros usando futuros supera os mercados tradicionais de commodities e desempenha um papel importante no sistema financeiro global, negociando mais de US$ 1,5 trilhões por dia em 2005.
Em 2006, a Bolsa de Valores de Nova York se uniu à bolsa eletrônica Euronext da Amsterdã-Bruxelas-Lisboa-Paris para formar a primeira bolsa transcontinental de futuros e opções. Esses dois desenvolvimentos, bem como o crescimento acentuado das plataformas de negociação de futuros pela Internet desenvolvidas por várias empresas comerciais, apontam claramente para uma corrida para a negociação total de futuros e opções pela Internet nos próximos anos.
Em termos de volume de negócios, a Bolsa Nacional de Valores da Índia em Mumbai é a maior bolsa de futuros de ações únicas do mundo.